# Ralph Keyes
Ralph Patrick Keyes es un exjugador irlandés de rugby que se desempeñaba como apertura. Es el máximo anotador del Mundial de 1991.
Keyes fue seleccionado al XV del trébol para disputar el Cinco Naciones de 1986, solo jugó un partido ante Inglaterra y no volvió a ser convocado hasta la convocatoria irlandesa para la Copa Mundial Inglaterra 1991. En este torneo jugó 4 partidos y anotó 68 puntos, siendo el mayor anotador del torneo. Fue convocado nuevamente a la su selección para el Cinco Naciones 1992 donde jugó sus últimos 3 partidos internacionales; Irlanda fue derrotada en todos sus enfrentamientos obteniendo la cuchara de madera y Keyes como muchos otros perdieron la titularidad y jamás volvió a ser convocado.

## Participaciones en Copas del Mundo
Disputó la Copa Mundial de Rugby de Inglaterra 1991, Irlanda triunfó frente a Zimbabue por 55-11 y Japón 32-16 pero cayeron ante el XV del Cardo 24-15 clasificándose como segunda del grupo. Finalmente se enfrentaron en el mejor partido del torneo, a los Wallabies; fue un partido parejo y electrizante, en el último minuto Michael Lynagh anotó el try de la victoria australiana, posteriormente Australia se consagraría Campeón del Mundo.
| Mundial                       | Sede       | Resultado        | PJ | Pts |
| ----------------------------- | ---------- | ---------------- | -- | --- |
| Copa Mundial de Rugby de 1991 | Inglaterra | Cuartos de final | 4  | 68  |